# Abau (Nuova Guinea)
Abau è una città della Papua Nuova Guinea situata nella provincia Centrale, è capoluogo dell'omonimo distretto. 
Si trova sulla penisola all'estremo est della Nuova Guinea, sulla costa del Mar dei Coralli. 
Vi si trova l'aeroporto di Abau (IATA: ABW)